# Relations entre le Brésil et la Syrie
Les relations entre le Brésil et la Syrie sont les relations internationales entre la république fédérative du Brésil et la Syrie.

## Historique

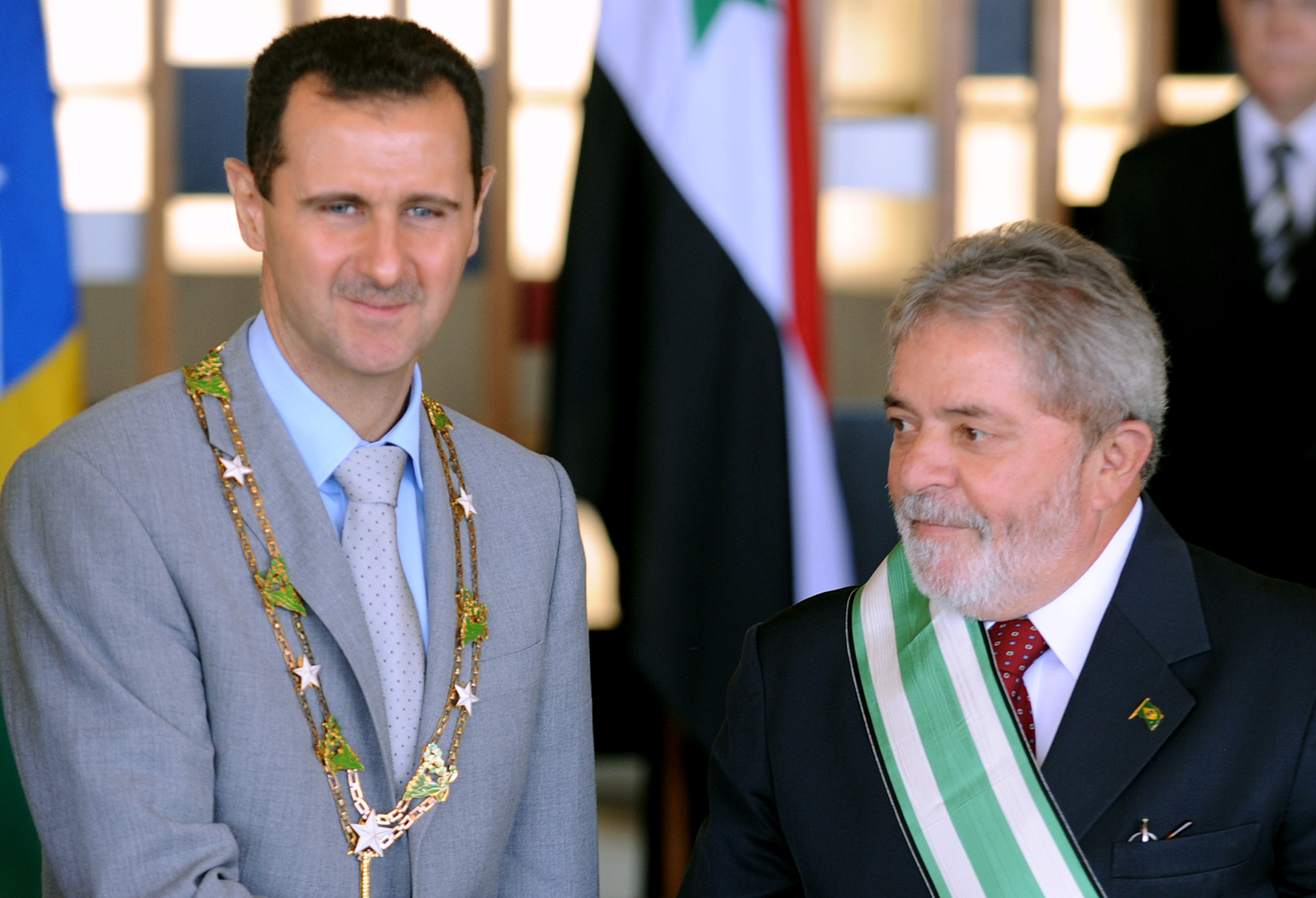
Bachar el-Assad (grand collier de l'ordre national de la Croix du Sud) et Luiz Inácio Lula da Silva au Brésil (2010).

En juin 2010, le président syrien Bachar el-Assad rencontre son homologue brésilien Luiz Inácio Lula da Silva. Les deux pays doivent alors signer des accords de coopération, notamment en matière de santé. Concernant la question nucléaire iranienne, les deux présidents partagent des vues proches.
Durant la guerre civile syrienne, les communautés syriennes d'Amérique du Sud, dont celle établie au Brésil, soutiennent le régime du président syrien. Majoritairement chrétiennes, ces populations craignent pour le sort des minorités religieuses en cas de prise de pouvoir par les islamistes. L'islamisation de la contestation aurait agi comme « un repoussoir pour tous les Syriens qui souhaitent conserver un mode de vie laïc »,.